# Світове кафе
Світове кафе (англ. World café), іноді також називається знаннєве кафе (англ. Knowledge café) — методологія проведення зборів, конференцій, стратегічних сесій, громадських обговорень тощо, що відбувається зі значною кількістю учасників за заздалегідь визначеними темами і передбачає можливість кожному учаснику висловитися із більшості тем. Світове кафе найбільш ефективно працює у випадках, коли збирається значна кількість учасників, яким треба в умовах обмеженого часу окреслити позиції щодо декількох конкретних тем.
Концепцію світового кафе спонтанно винайшли у 1995 році учасники зустрічі, що відбувалася у будинку Хуаніти Браун та Девіда Айзекса у Мілл Веллі, Каліфорнія.
В Україні світове кафе використовується для стратегічних сесій, громадських обговорень, громадянських форумів тощо з кількістю учасників від 30 до 600 осіб.

## Стислий опис методології
Світове кафе передбачає наступні етапи:
1. Вступ організатора чи модератора, що розкриває правила проведення обговорення.
2. Обрання хранителів тем.
3. Кілька тактів обговорень з пересадками учасників.
4. Презентація підсумків обговорень.

Світове кафе передбачає позначені відповідними покажчиками чітко визначені місця (столи чи фліп-чарти) для обговорення конкретних тем, між якими можуть вільно переміщатися учасники. На початку учасники розміщуються за цими місцями (столами) за запрошеннями чи випадково, формуючи групи для першого такту обговорення. Після вступу модератора кожна група протягом декількох хвилин обирає хранителя (англ. host) — особу, яка буде модерувати обговорення і вести записи. Як правило, до хранителя висуваються такі вимоги: вміти слухати і формулювати, інтегрувати думки інших, не нав’язувати свою позицію, бути готовим взяти на себе відповідальність за результат обговорень. У певних випадках організатор заздалегідь формує список хранителів, які розміщуються за столами і не обираються учасниками, — це може збільшити ефективність, але зменшити комфорт та відкритість учасників.
Після обрання хранителів починаються декілька тактів обговорень. Кожен такт триває чітко визначений та оголошений модератором час (зазвичай від 5 до 30 хвилин). За кожним місцем (столом чи фліп-чартом) хранитель модерує обговорення і фіксує пропозиції по темі, яка закріплена за цим місцем (часто не лише у вигляді нотатків, а й схем чи малюнків). Таким чином, одночасно відбувається обговорення всіх запропонованих тем, але кожен учасник на певному такті бере участь лише в одному обговоренні. По завершенні кожного такту всі хранителі залишаються на своїх місцях, а решта учасників переходять з одного місця на інше (вільно або за правилами, оголошеними модератором заходу). Коли всі зайняли свої місця після переходу, наступний такт обговорення починається зі стислої доповіді хранителя про вже накопичені ідеї та пропозиції, до яких нові учасники обговорення протягом такту додають власні. По завершенні такту учасники знову переходять до інших місць, і так далі. Кількість тактів може варіюватися від трьох до кількості тем. Таким чином, у кожного учасника є можливість протягом заходу висловитися з декількох чи навіть усіх запропонованих тем.
Після завершення обговорень хранителі по черзі презентують підсумки обговорень по своїх темах (якщо кожна тема була закріплена за кількома місцями, презентації підсумків передує коротка спільна робота хранителів із узгодження підсумків). Захід завершується плануванням наступних кроків (наприклад, створенням робочих груп для втілення прийнятих рішень).

## Що потрібно для проведення світового кафе
- Достатньо велике приміщення чи простір, виходячи з очікуваного числа учасників (бажано створити невимушену атмосферу);
- Столи (або фліп-чарти) та стільці навколо них, виходячи з очікуваного числа учасників (рекомендується 6-12 стільців навколо кожного стола);
- Покажчики обговорюваних тем на кожному столі (фліп-чарті);
- Великі аркуші та фломастери для ведення нотатків.

## Доречність світового кафе
Методологія світового кафе буде доречною у таких випадках:
- Необхідність узгодити точки зору представників різних середовищ
- Комплексний характер чітко поставлених проблем
- Необхідність пошуку нестандартних рішень